# Бодежник
Бодежник (серб. Бодежник / Bodežnik) — село в общине Вишеград Республики Сербской Боснии и Герцеговины. В настоящее время село необитаемо.